# Hymenophyllum kaieteurum
Hymenophyllum kaieteurum är en hinnbräkenväxtart som beskrevs av Jenm. Hymenophyllum kaieteurum ingår i släktet Hymenophyllum och familjen Hymenophyllaceae. Inga underarter finns listade.